# Антипчук Адель Федорівна
Адель Федорівна Антипчук (23 лютого 1935, Київ — 8 березня 2016, Київ) — українська мікробіологиня, доктор біологічних наук, професор, лавреатка премії ім. Д. К. Заболотного НАН України та Державної премії України в галузі науки і техніки.

## Біографія та наукова діяльність
Адель Федорівна народилась 23 лютого 1935 року в Києві. Під час німецько-радянської війни разом із сім'єю евакуювалася до міста Омська, потім повернулася до зруйнованого Києва. Закінчила середню загальноосвітню школу з медаллю. У 1957 році закінчила Київський державний університет імені Тараса Шевченка, отримавши диплом з відзнакою.
Працювала в Українському науково-дослідному Інституті рибного господарства УААН, а потім навчалась в аспірантурі Інституту гідробіології НАН України, яку з успіхом закінчила у 1963 році та отримала науковий ступінь кандидата біологічних наук.
У 1965 році продовжила роботу в Українському науково-дослідному Інституті рибного господарства, досліджувала роль мікроорганізмів у формуванні гідрохімічного режиму прісноводних водойм, їх санітарного стану і продуктивності, а також можливості інтенсифікації виробництва рибних господарств. У 1978 році успішно захистила дисертаційну роботу та здобула науковий ступінь доктора біологічних наук.
З 1980 року працювала в Інституті мікробіології і вірусології ім. Д. К. Заболотного НАН України, де протягом 25 років очолювала групу біологічного азоту відділу загальної та ґрунтової мікробіології. Вивчала роль мікроорганізмів у продукційних процесах, селекцію азотофіксувальних мікроорганізмів та створення бактеріальних добрив на їхній основі.
З 2006 року очолювала кафедру мікробіології та сучасних біотехнологій (з 2013 року — кафедру мікробіології, сучасних біотехнологій та екології) факультету біомедичних технологій Відкритого міжнародного університету розвитку людини «Україна».

Могила Адель Антипчук, Байкове кладовище

Протягом 2008—2010 років у складі творчого колективу фахівців НАН України та УАН брала активну участь у плануванні та проведенні мікробіологічних досліджень за грантом, наданим Американською Асоціацією органічного землеробства «Розробка способів доставки поживних речовин рослин з метою отримання екологічно чистої продукції».
Була членкинею редколегій ряду провідних наукових журналів, зокрема, «Мікробіологічного журналу», членкинею спецради Інституту гідробіології НАН України.
Померла після тяжкої хвороби на 82-му році життя 8 березня 2016 року. Похована у колумбарії Байкового кладовища.

## Наукові праці
Науковий доробок А. Ф. Антипчук — понад 230 наукових праць, у тому числі — 14 монографій, 4 навчальні посібники (підручники), 10 авторських свідоцтв на винаходи та 9 патентів України.
Основні праці:
- Микробиологический контроль в прудовых хозяйствах. Москва, 1979
- Инструментальные методы в почвенной микробиологии. К., 1982 (співавт.)
- Микробиология рыбоводных прудов. Москва, 1983
- Исследование микробных сообществ почвы на разных уровнях их организации // МКЖ. 1998. Т. 60, № 5 (співавт.).
- Водна мікробіологія: навчальний посібник для студ. вищих навч. закладів / А. Ф. Антипчук, І. Ю. Кірєєва. — К. : Кондор, 2005. — 256 с. — ISBN 966-8251-33-4
- Мікробіологія: навчальний посібник / Ю. Д. Бабенюк, А. Ф. Антипчук ; Відкритий міжнародний ун-т розвитку людини «Україна». — 149 с. — ISBN 9789663883205

## Нагороди та відзнаки
Адель Федорівна — лауреатка премії НАН України імені Д. К. Заболотного. За роботу «Бобово-ризобіальні системи в сучасному землеробстві» у складі колективу авторів отримала Державну Премію України в галузі науки і техніки 2012 року.
За високі досягнення у роботі вона неодноразово нагороджувалась медалями ВДНГ СРСР. Також нагороджена медалями «За доблесну працю», «Ветеран праці» та «У пам'ять 1500-річчя Києва».